# Joseph Frings
Joseph Richard kardinál Frings (6. února 1887 v Neussu – 17. prosince 1978 v Kolíně nad Rýnem), později psán též Josef, byl od 1. května 1942 kolínský arcibiskup a od 17. února 1946 kardinál. Byl jednou z nejvýznamnějších postav německé poválečné katolické církve.

## Život

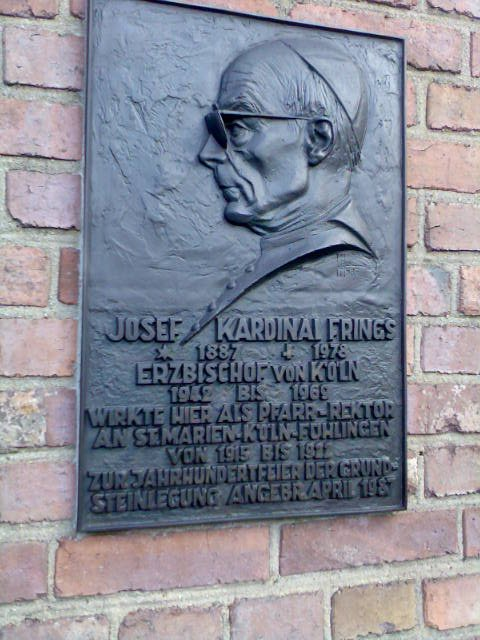
Pamětní deska v Kölnu-Fühlingenu

Byl druhý z osmi dětí továrníka Heinricha Fringse a jeho manželky Marie. Od roku 1905 studoval v Mnichově, Innsbrucku, Freiburgu im Breisgau a Bonnu katolickou teologii. Knězem se stal 10. srpna 1910. Do roku 1913 působil jako kaplan, do roku 1915 pak studoval na Papežském biblickém ústavu v Římě, roku 1916 byl ve Freiburgu promován doktorem teologie. Do roku 1922 byl farářem v Kolíně-Fühlingen, v letech 1922 až 1924 ředitelem sirotčince v Neussu a pak až do roku 1937 farářem v Kolíně-Braunsfeldu. Od roku 1937 do roku 1942 byl rektorem kněžského semináře v Bensbergu.
Arcibiskupem kolínským byl jmenován 1. května 1942, biskupskou svátost mu udělil 21. června 1942 arcibiskup Cesare Orsenigo, nuncius v Německu. Úřad kolínského arcibiskupa zastával od roku 1942 do roku 1969. Německý tisk měl zakázáno o jeho svěcení informovat. Jeho heslo znělo: Pro hominibus institutus (Ustanovený pro lidi). Frings byl jedním z nejpopulárnějších kolínských arcibiskupů. V letech 1945–1950 stál v čele Fuldské biskupské konference. Papež Pius XII. jej 18. února 1946 spolu s Konredem von Preysing a Clementem von Galen povýšil na kardinála a byl mu určen římský kostel San Giovanni a Porta Latina. V letech 1945 až 1965 byl předsedou Německé biskupské konference. Roku 1958 inicioval založení charitativní organizace Misereor.
Patří k významným osobnostem Druhého vatikánského koncilu, na němž vehementně kritizoval činnost Posvátného oficia a byl jedním z členů prezidia tohoto koncilu. Jako asistent mu pomáhal Joseph Ratzinger. Fringsova spontánní latinská promluva o průběhu úvodního zasedání koncilu nasměrovala další zasedání tohoto koncilu, protože změnila výrazně kurs připravovaný kurií.
Rezignoval pro vysoký věk na řízení kolínské arcidiecéze v únoru 1969. Dvakrát se účastnil konkláve, v letech 1958 a 1963. Po reformě pravidel volby papeže v roce 1971 ztratil právo volit v konkláve z důvodu věku. Byl pochován v metropolitní katedrále v Kolíně.